# 幸運☆星 (小說)
《幸運☆星》（小說）是竹井10日以美水鏡的同名四格漫畫《幸運☆星》為原作所撰寫的輕小說作品。角川Sneaker文庫出版發行，目前出版兩冊，作品中插畫為原作美水鏡所繪。
登場人物的基本設定，請參閱幸運☆星登場人物。

## 幸運☆星殺人事件
2007年9月出版 ISBN 9784044712037
和本篇漫畫與動畫不同，是以小鏡作主角（附帶一提，封面是此方的偵探打扮。作品中還有小司拿著放大鏡擺出「一切的謎題都解開了」姿勢的插畫）。
在故事一開始的時候，此方在用一頁內的內容完成了文庫本1冊與文庫本20冊份量的工作，因此第1章以外的標題是第2冊第1章與第22冊第1章。
作者在本作中使用了推理小說經常被拿來使用的詭計和結局。
雖然原作是漫畫，但也和動畫有部分關連，如此方在書中提到，要是動畫版片尾曲是名字以為開頭作品中的歌曲就好了（若是以」為開頭，則前三集連起來則是，京都動畫縮寫）。此外，作品後面還收錄了「Lucky☆Channel」的小說外景版。
作者竹井在作品中不斷為自己的其他作品打廣告，也因此作品中有出現小鏡和小司在玩成人遊戲的場面。

### 故事簡介
長久不變的日常生活，隨著前往秋葉原而出現變化。
岩崎南遭到殺害，為這場連續殺人事件揭開序幕。
小鏡等人為解開謎團而進行搜查，然而等著她們的卻是衝擊的真相……

## 幸運☆星Online
2008年3月出版 ISBN 9784044712044
和前作相同，作品中依舊出現好幾次作者其他作品的廣告。
與動畫和PS2版的「幸運☆星 ～陵櫻學園 櫻藤祭～」處於平行世界的關係。
此外，作品中職業除了此方，柊家姊妹與美幸以外都隨便設定。在每個章節後面有登場角色的狀態和插畫，唯獨漏掉「岩崎南」的部分。

### 故事簡介
陵櫻學園遲遲無法決定文化祭要做什麼展覽。為此，黑井老師提出以網路遊戲對戰做決定。於是將所有陵櫻學園所有學生捲入的網路遊戲大亂鬥就此展開……

## 超級童話大戰
2008年10月初版 ISBN 9784044712051

## 外部連結
- 八坂原學院 作者個人網站